# The Sound of the Crowd
The Sound of the Crowd es una canción del grupo británico de Synth pop The Human League. Se convirtió en el avance comercial de la banda, alcanzando el puesto número 12 en la lista de sencillos del Reino Unido en mayo de 1981.

## Composición
Escrita conjuntamente por el cantante Philip Oakey y el teclista Ian Burden, la canción fue grabada en Genetic Sound Studios, Reading, en marzo de 1981. Originalmente lanzada como sencillo independiente en abril de 1981, posteriormente fue remezclada e incorporada al álbum de estudio Dare ese mismo año.
‘The Sound Of The Crowd’ fue la primera canción de Human League en presentar voces femeninas, de las nuevas integrantes de la banda Susan Ann Sulley y Joanne Catherall, interactuando con el protagonista de Philip Oakey. 
Aparte de los imperativos pegadizos como "¡Ponte en fila ahora!" y "¡Viaja por la ciudad!", la canción contiene algunas letras más oscuras como "Haz un sudario tirando de los peines a través de un marco de lavado a contracorriente" y "Acaricia un bolsillo con la impresión de un sonido de risa". Hablando de la canción en una entrevista de 2009, Ian Burden dijo:
En The Sound of the Crowd garabateé algunas palabras de flujo de conciencia para poder demostrarle las partes vocales (Oakey) sin tener que hacer el tipo de explicación naff la-la-la-hum-hum-hum. Se fue y escribió un nuevo coro vocal, ¡pero sorprendentemente mantuvo la letra de mis versos!.

## Producción y lanzamiento
El sencillo fue el primero en presentar una táctica de marketing distintiva, aunque de corta duración, en la que los sencillos de Human League fueron etiquetados como rojo o azul para ayudar a los compradores a diferenciar los estilos musicales de la banda. El rojo era para pistas de baile, mientras que el azul era para canciones pop. ‘The Sound of the Crowd’ fue designado rojo. Cuando se le pidió que explicara el sistema, la vocalista Susan Ann Sulley explicó: «el rojo es para los que posan, para los tipos de Spandy». Philip Oakey agregó: «El azul es para los fanáticos de ABBA». 
El grupo apareció por primera vez en Top of the Pops para interpretar la canción el 30 de abril de 1981 cuando estaba en el N°. 53 en la lista de singles del Reino Unido. El sencillo entró en el Reino Unido Top 40 una semana después en el N°. 34 y después de tres semanas alcanzó su posición máxima de N°. 12, una segunda actuación de Top of the Pops tuvo lugar el 21 de mayo de 1981 cuando el sencillo estaba en el N°. 15.

## Versiones
La canción hace parte del álbum Dare, aunque esta es una remezcla de la pista. La canción en su mezcla original de 7" aparece en todos los álbumes recopilatorios ‘Greatest Hits’ de The Human League. El disco bonus track del álbum ‘The Very Best of The Human League’ de 2003 contiene tres remixes contemporáneos de la canción: ‘The Sound of the Crowd (Trisco's PopClash Mix)’, ‘The Sound of the Crowd (Freaksblamredo)’ y  ‘The Sound of the Crowd (Riton Re-Rub)’. 
El álbum recopilatorio ‘Original Remixes & Rarities’ publicado en 2005 incluye la versión de 12". La edición de 2012 de ‘Dare/Fascination!’ contiene la versión del álbum, la versión extendida, y la versión instrumental como aparece en el sencillo de 12" de 1981.

## Video Promocional
No se hizo ningún video promocional para la canción, aunque las grabaciones de actuaciones televisivas de Top of the Pops (30 de abril de 1981) y Later... with Jools Holland (25 de noviembre de 1995) se incluyen en el DVD extra publicado junto al álbum ‘The Very Best of The Human League’.
- Datos: Q3101984